# Delahaye Type 48
Der Delahaye Type 48 ist ein frühes Pkw-Modell von Automobiles Delahaye in Frankreich.

## Beschreibung
Die Fahrzeuge wurden zwischen 1910 und 1914 hergestellt. Vorgänger war der Delahaye Type 28.
Der Ottomotor des Type 48 war in Frankreich mit 12–14 CV eingestuft. Es ist ein Zweizylindermotor mit 90 mm Bohrung, 130 mm Hub, 1654 cm³ Hubraum und einer Leistung von 15 PS. Er ist vorn im Fahrgestell eingebaut und treibt die Hinterachse an.
Der Radstand beträgt wahlweise 268 cm oder 288 cm. Es gab Limousinen und Taxis. 60 km/h Höchstgeschwindigkeit sind möglich.
Der Type 48 C ist ein kleiner Transporter mit 600 kg Nutzlast. Als Aufbauten sind Pick-up und Kastenwagen bekannt.
Ein erhaltenes Fahrzeug von 1911 wurde 2013 für 24.150 Euro und 2014 für umgerechnet 25.006 Euro versteigert.